# Steenberg (Sint-Kornelis-Horebeke)
De Steenberg  is een helling in de Vlaamse Ardennen op het grondgebied van Sint-Kornelis-Horebeke, tussen de dorpskernen van Schorisse en Zegelsem in, in de Belgische provincie Oost-Vlaanderen.

## Wielrennen
In de wielersport is de helling (tot en met 2006) 9 keer opgenomen in de Ronde van Vlaanderen 1979 → 1982, 1997, 2003 → 2006. Tijdens de klim ziet men aan de rechterkant het natuurgebied Burreken. De klim begint ongeveer aan de voet van de Ganzenberg. De top ligt slechts 2,5 km van de top van Het Foreest.
Gezien het feit dat er in de Ronde nooit grootse wapenfeiten te melden waren op het traject Het Foreest - Steenberg besloot de organisatie dit deel in 2007 te schrappen en na de Boigneberg direct de Haaghoek en de aansluitende Leberg op te zoeken.
De helling werd in de Ronde van 1979 gesitueerd tussen Volkegemberg en de Muur, in 1980-1982 tussen Varentberg en Pijpketel.
In 1997 werd ze gesitueerd tussen Taaienberg en Berendries.
Daarna werd ze in de periode 2003-2006 continu gesitueerd tussen Het Foreest en de Leberg.
De helling is ook opgenomen in de rode lus van de recreatieve fietsroute Ronde van Vlaanderenroute.

## Afbeeldingen

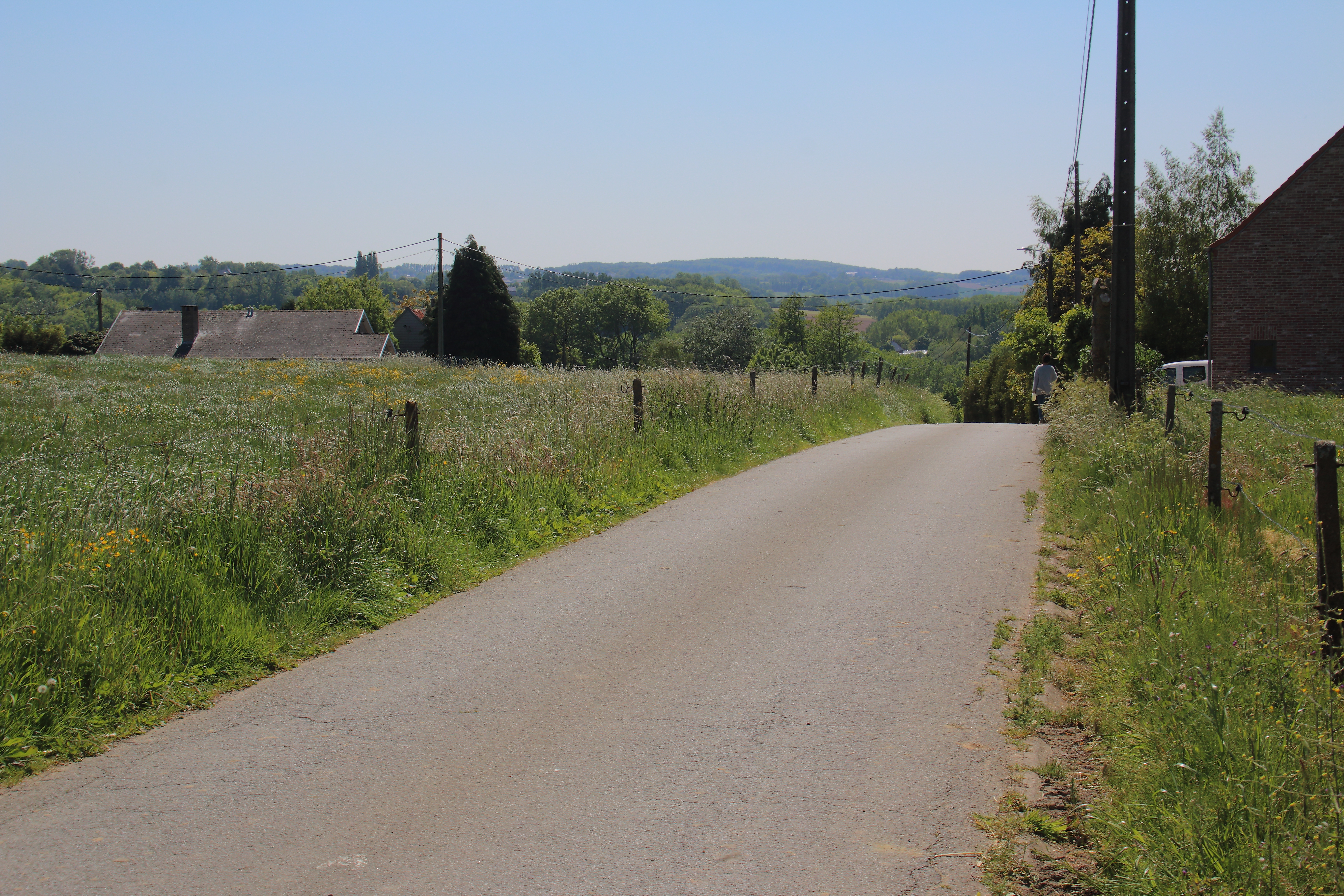
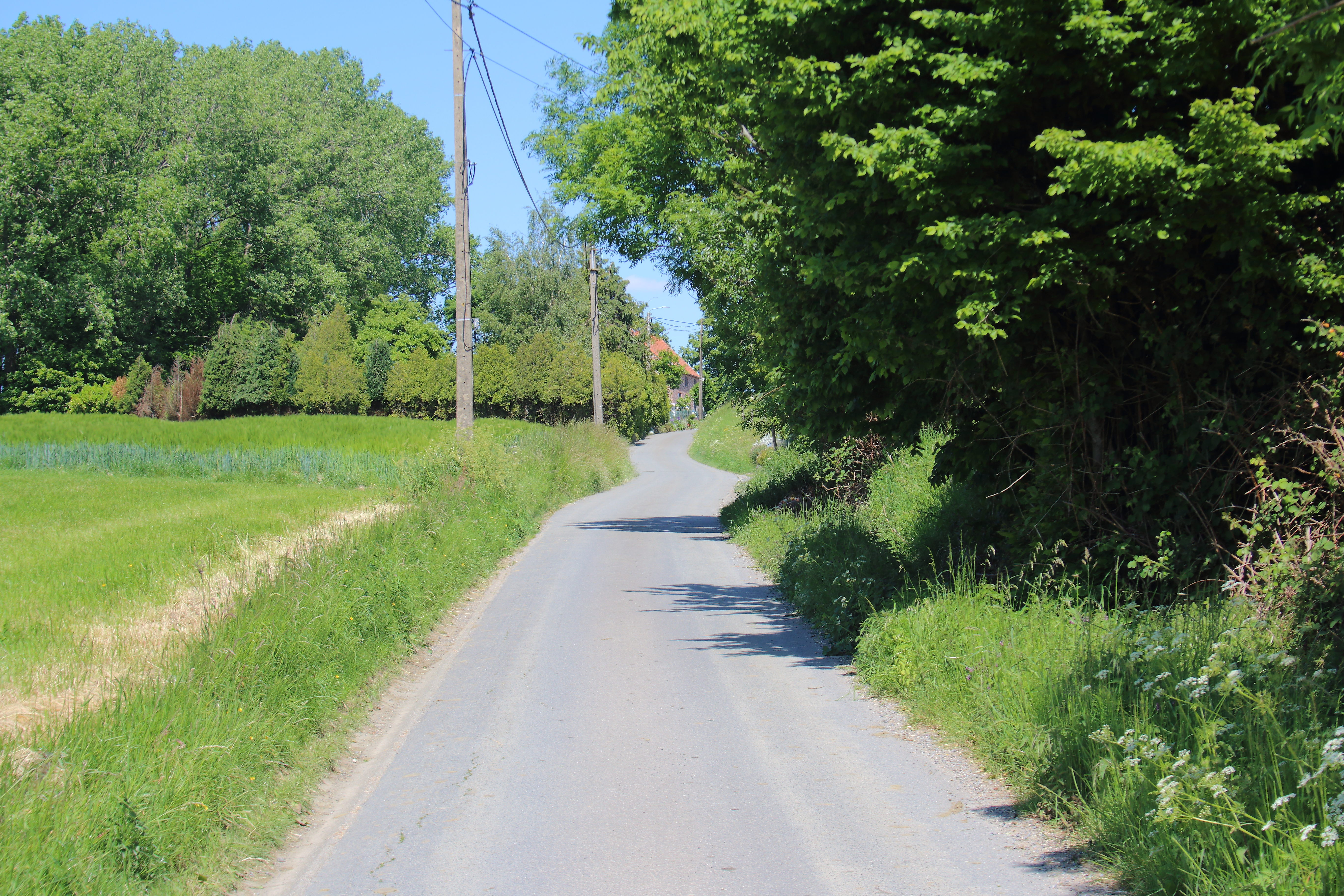
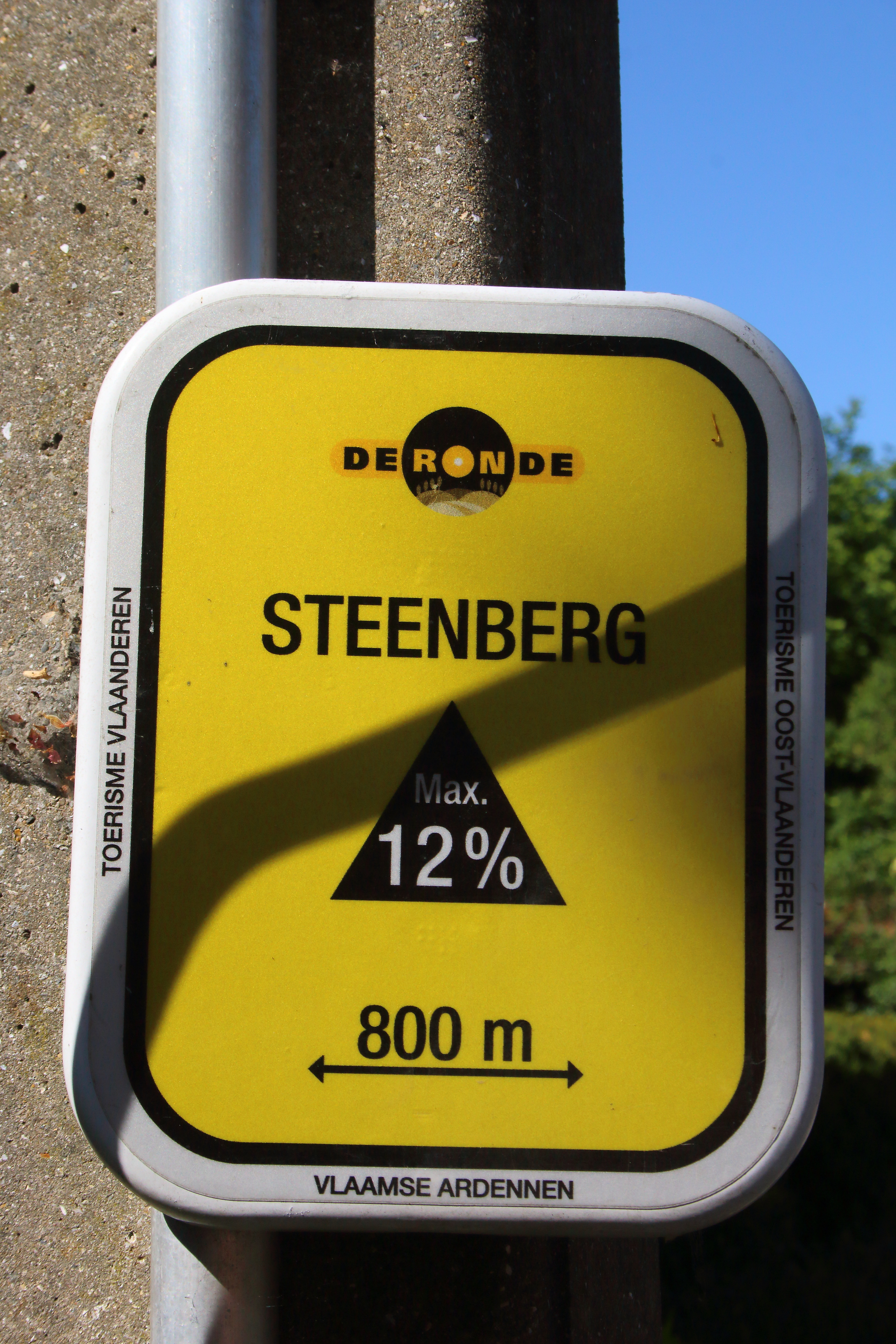
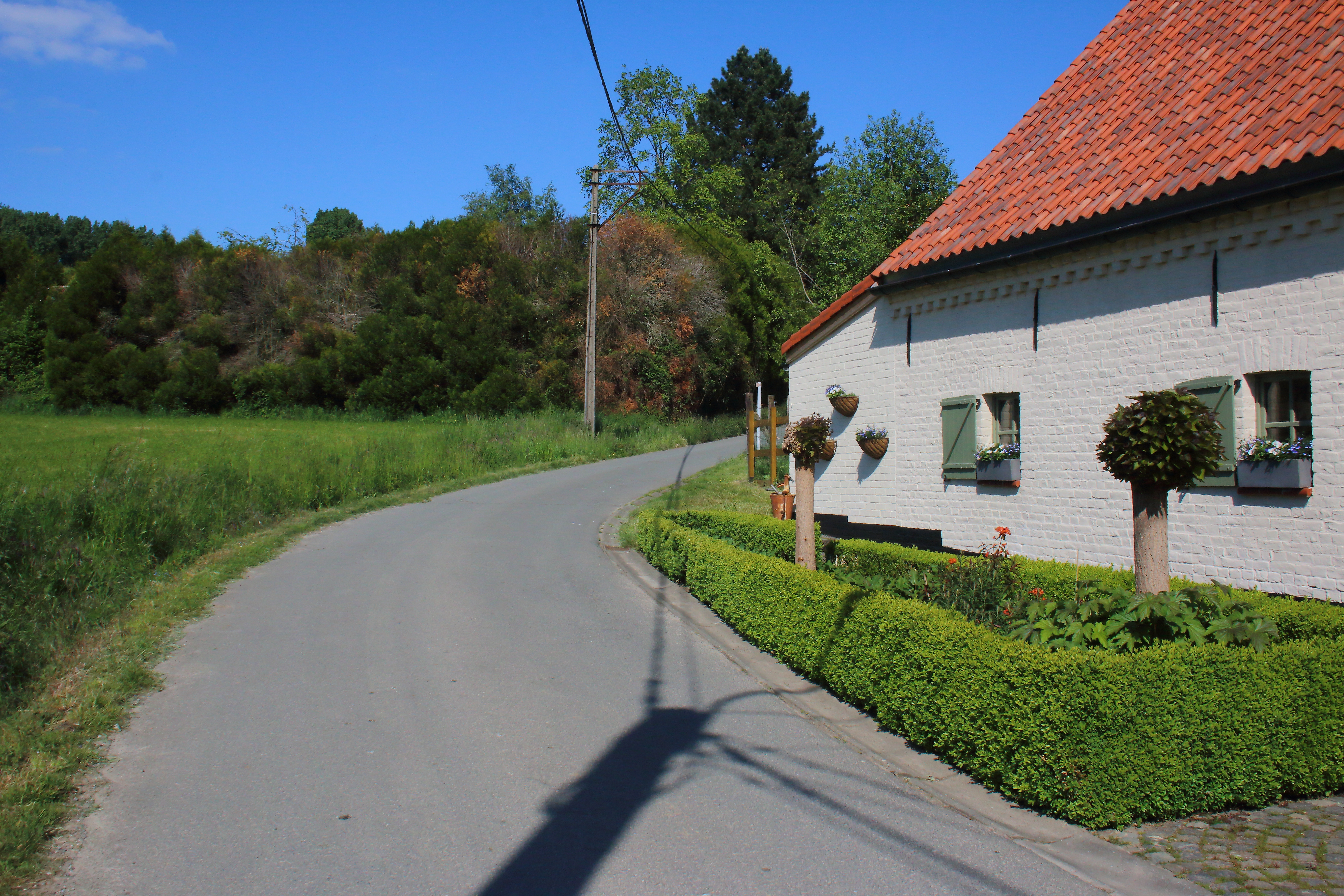